# 삼성초등학교 (강원)
삼성초등학교는 대한민국 강원특별자치도 태백시에 있는 공립 초등학교이다.

## 학교 연혁
- 1964년 3월 14일 : 개교
- 1981년 3월 1일 : 삼성초등학교 병설유치원 개교

## 참고 자료
- 삼성초등학교 - 한국교육학술정보원 학교알리미